# Virginia Slims of Los Angeles 1993
Virginia Slims of Los Angeles 1993 — жіночий тенісний турнір, що проходив на відкритих кортах з твердим покриттям Manhattan Country Club у Мангеттен-Біч (США). Належав до турнірів 2-ї категорії в рамках Туру WTA 1993. Відбувсь удвадцяте і тривав з 9 серпня до 15 серпня 1993 року. Друга сіяна Мартіна Навратілова здобула титул в одиночному розряді, свій восьмий на цьому турнірі, й отримала 75 тис. доларів США.

## Фінальна частина

### Одиночний розряд
Мартіна Навратілова —  Аранча Санчес Вікаріо 7–5, 7–6(7–4)
- Для Навратілової це був 4-й титул в одиночному розряді за сезон і 164-й — за кар'єру.

### Парний розряд
Аранча Санчес Вікаріо /  Гелена Сукова —  Джиджі Фернандес /  Наташа Звєрєва 7–6(7–3), 6–3